# Dzirula
Dzirula (georgiska: ძირულა) är ett vattendrag i Georgien. Det ligger i den centrala delen av landet, 150 km väster om huvudstaden Tbilisi.